# Lexus RZ
Lexus RZ – samochód elektryczny typu SUV zaprezentowany przez firmę Lexus w kwietniu 2022 roku. To pierwszy model japońskiej marki stworzony od początku jako bateryjny samochód elektryczny. W kwietniu 2022 poinformowano, że samochód trafi na europejski rynek pod koniec 2022 roku.
Lexus RZ był pierwszym modelem producenta opracowanym od podstaw jako samochód elektryczny. W trakcie Tokyo Auto Salon i Tokyo Outdoor Show 2023, Lexus zaprezentował koncepcyjny model RZ Sport Concept. Auto zostało wyposażone w mocniejszy napęd, obniżone zawieszenie, dwukolorowe nadwozie i specjalny pakiet aerodynamiczny. W modelu RZ zadebiutował nowy lakier Aether.

## Wersje napędowe
Samochód jest dostępny w dwóch wersjach napędowych. 
Model RZ 450e dysponuje napędem na wszystkie koła o łącznej mocy 313 KM i momencie obrotowym wynoszącym 435 Nm. Układ bazuje na dwóch silnikach elektrycznych – przednim (204 KM) i tylnym (109 KM) oraz baterii litowo-jonowej o pojemności 71,4 kWh. 
Wariant RZ 300e ma silnik elektryczny o mocy 204 KM, który napędza przednią oś, a jego maksymalny moment obrotowy wynosi 266 Nm. Samochód korzysta z tej samej baterii o pojemności 71,4 kWh co odmiana 450e.

## Nagrody
- W 2024 roku brytyjski magazyn Company Car and Van przyznał Lexusowi RZ 450e tytuł elektrycznego SUV-a roku[5].